# Список керівників держав 617 року
Список керівників держав 617 року — це перелік правителів країн світу 617 року.
Список керівників держав 616 року — 617 рік — Список керівників держав 618 року — Список керівників держав за роками

## Європа
- Абазгія — Барук (610—640)
- Аварський каганат — Баян II (602—617); Органа (617-630)
- Айлех — Суїбне Менн мак Фіахнай (612—628)
- Айргіалла — Маел Одар Маха (? після 606—637)
- Королівство Східна Англія — Редвальд (593—624)
- Арморика — Саломон II (612—658)
- Герцогство Баварія — Гарібальд II (610—625/630)
- Брихейніог — Ідваллон ап Лліварх (580—620)
- Бро-Гвенед (Бретонь) — Канао II (594—635)
- король вестготів — Сісебут (612—651)
- Вессекс — Кінегільс (611—643)
- Візантійська імперія — Іраклій (610—641)
  - Равеннський екзархат — Елефтерій (616—619)
- Королівство Гвент — Ітел ап Атруіс (610—625)
- Королівство Гвінед — Кадфан ап Яго (616—625)
- Дал Ріада — Еохайд I (608—629)
- Дівед — Ноуї Старий (615-650)
- Думнонія — Клемен ап Бледрик (613-633)
- Королівство Ессекс — Сексред (616—623)
- Іберійське князівство — Стефаноз I (591—627)
- Ірландія — верховний король Суїбне Менн (611-623)
- Кайр-Гвендолеу — Араун ап Кінварх (573—630)
- Король лангобардів — Адалоальд (616-626)
  - Герцогство Беневентське — Арехіз I (591—641)
  - Сполетське герцогство — Теоделап Сполетський (602—652)
  - Герцогство Фріульське — Тассо і Какко (611—617); Гразульф (617—651)
- Ленстер — Ронан мак Колман (605/608-624)
  - Мерсія — Кіорл (606/615-626)
- Морганнуг — Лліварх ап Нинніон (615—620)
- Коннахт — Маел Котад МакМаеле Ума (602—622)
- Мунстер — Фінген мак Аедо Дуйб (601-618)
- Король піктів — Нехтон II (597—620/621)
- Королівство Нортумбрія — Едвін (616—633)
- Королівство Повіс — Ейлуд ап Кіндруїн (613—642)
- Регед Північний — Роедд (616—638)
- Королівство Сассекс — Кінебальд (593—610/620)
- Стратклайд — Кінан ап Клідно (? — ?)
- Улад — Фіахне мак Баетайн (588-626)
- Уснех — Фергус мак Колмайн (600—618)
- Франкське королівство:
  - Австразія — Хлотар II (613—626)
  - Нейстрія — Хлотар II (584—629)
  - Герцогство Васконія — Женіал (602—626)
- Фризьке королівство — Аудульф (600 — ?)
- Швеція — Інґвар Високий (615—620)
- Святий Престол — папа римський — Адеодат I (615—618)
- Вселенський патріарх — Сергій I (610—638)

## Азія
- Близький Схід:
- Гассаніди — Аль-Мундір IV ібн Джабала (615 — ?)
- Кавказька Албанія — марзпанство Персії (до 636)
- Індія:
  - Династія Вішнукундіна — Мадхав Варма IV (573—621)
  - Західні Ганги — Полавіра (604—629)
  - Гаудадеша — Шашанка (600-625)
  - Пізні Гупти — Мадавагупта (601-655)
  - Камарупа — Бхаскарварман (600—650)
  - Династія Майтрака — Караграха I (615—626)
  - Династія Паллавів — Махендраварман I (571—630)
  - Держава Пандья — Мараварман Авані Куламані (590—620)
  - Раджарата — раджа Сіламегаванна (614-623)
  - Імперія Харші — Харша (606—646/647)
  - Чалук'я — Пулакешин II (609—642)
- Індонезія:
  - Тарума — Кертаварман (561—628)
- Китай:
  - Династія Суй — Ян Гуан (604—617); Ян Ю (617—618)
  - Туюхун (Тогон) — Муюн Фуюнь (597—635)
  - володар конфедерації племен тєле (давніх уйгурів) Яґмурчін Бага-каган (605—619/620)
  - Сеяньтоський каганат — Ін-чор Більге-хан (615-645)
- Корея:
  - Когурьо — тхеван (король) Йонянхо (590—618)
  - Пекче — король Му (600—641)
  - Сілла — ісагим (король) Чинпхьон (579—632)
- Паган — король Попа Сорахан (613—640)
- Персія:
  - Держава Сасанідів — шахіншах Хосров II Парвіз (591-628)
- Середня Азія:
  - Західний тюркський каганат — Шегуй (612—618)
  - Східний тюркський каганат — Шібі-каган (609-619)
- Ченла — Ішанаварман I (611-628)
- Японія — Імператор Суйко (593-628)

## Африка
- Аксумське царство — Армах (614-630/632)
- Африканський екзархат Візантійської імперії — до 619 — невідомо

## Північна Америка
- Мутульське царство — до 620-х невідомо
- Баакульське царство — Пакаль (615—683)
- Шукуупське царство — К'ак'-Уті'-Чан (578-628)